# Екрем Јеврић
Екрем Јеврић (Плав, 25. октобар 1961 — Њујорк, 4. март 2016), познат и под надимком Господа, био је црногорски певач и ријалити личност, који је живео и радио у Њујорку у САД.

## Биографија
Рођен је 25. октобра 1961. године у општини Плав у ФНР Југославији. У Канаду је емигрирао 1988, а након неколико година преселио се у САД. Пре него што је постао познат Јеврић је радио физичке послове и таксирао. Први албум "Игбала, Игбала срце си ми дала" објавио је 2002. године. На том албуму је објавио 4 песме: Игбала, Коморачо, Мила мајко, Плаве-Плаве родно мјесто.
На другом албуму "Кућа-Посо", има 8 песама: Чесма, Боровница, Ој Гусиње ђевојку туј ми дај, Самоћа, Селом проћи, Ој кафано, Кућа посо, Плавланка. Касније је објавио 4 сингла "Гола, Гола", "Мјесечев пут", "Легенда сам био бит чу" и "Игбала, опрости ми".
Популарност је стекао 2010. године преко Јутјуба након што је на том сајту објавио спот за песму „Кућа посô“ која је за кратко време стекла велику популарност, а Екрему донела титулу својеврсне интернет сензације. О Екрему Јеврићу као интернет феномену на Балкану писали су и британски Би-Би-Си и магазин The Independent.
Исте године објавио је и албум радног наслова „Кућа посô“, а био је ангажован и за снимање промотивних слика и телевизијске рекламе за Dolce & Gabbana колекцију јесен-зима 2011. Био је учесник трећег серијала Фарме где је освојио треће место, затим и четвртог серијала где је освојио осмо место, а потом и петог серијала освојивши девето место. Године 2015. био је учесник четврте сезоне ријалитија Парови.
Од 1985. ожењен је супругом Игбалом, са којом има четири сина: Ениса, Вердина, Хајрудина и Берата.
Преминуо је 4. марта 2016. у Њујорку од последица срчаног удара. Сахрањен је у Њујорку.